# Анналы Камбрии
Анна́лы Ка́мбрии (также Анна́лы Уэ́льса; лат. Annales Cambriae) — латиноязычные анонимные анналы, описывающие события в Уэльсе и соседних с ним землях с 447 по 954 годы. Это древнейшие из дошедших до нашего времени валлийских анналов. Получили своё название по латинскому названию Уэльса — Камбрия.

## Описание
«Анналы Камбрии» сохранились в четырёх рукописях, называемых соответственно рукописями A, B, C и D. Наиболее ранним из сохранившихся манускриптов с этими анналами является рукопись A (MS Harleian 3859), хранящаяся в Британской библиотеке в Лондоне. Кодекс составлен в первой трети XII века и, кроме «Анналов Камбрии», включает в себя «Историю бриттов» Ненния и несколько генеалогических сочинений. Другие рукописи более позднего происхождения. В них «Анналы Камбрии» получили продолжения, вплоть до 1288 года (наиболее полно отражены в рукописи C).
«Анналы Камбрии» в своём первоначальном виде, вероятно, были составлены в правление короля Гвинеда Мервина Вриха (первая половина IX века). В них использовались как местные валлийские заметки, так и сообщения из других (в том числе, ирландских) исторических источников. Окончательная версия анналов была записана в монастыре в Сент-Дейвидсе. На основании сведений, содержащихся в анналах (последнее событие, описанное в них, относится к 954 году и далее до 977 года приведена роспись годов), предполагается, что это произошло во второй половине X века.
«Анналы Камбрии» — ценный первичный источник по раннесредневековой истории Уэльса. В них зафиксировано множество уникальных фактов (даты смерти правителей, битвы, эпидемии и так далее), не отражённых в других анналах и хрониках. Однако, в «Анналах Камбрии» присутствует только погодовая хронология (с первого по пятьсот тридцать третий годы), первым годом которой является запись, точная датировка которой вызывает среди историков дискуссии: помимо 447 года, в качестве первого года анналов предлагается и 445 год. В этой связи и ряд сведений «Анналов Камбрии», не содержащихся в других источниках, имеют в работах исследователей различные датировки.
«Анналы Камбрии» — самый первый письменный источник, упоминающий имена героев Артурианы: в описании битв при Бадоне и Камлане назван король Артур, а участником второй битвы назван также Мордред. Так как все другие лица, упоминаемые в «Анналах Камбрии», являлись реально существовавшими персонами, сведения о Артуре и Мордреде в этих анналах выдвигаются рядом историков как доказательства историчности и этих лиц.
Опубликованы в 1860 году Джоном Уильямсом в академической серии Rolls Series.

## Издания
- Annales Cambriæ (лат.). — London: Longman, Green, Longman and Roberts, 1860. — 177 p.
- The Annales Cambriae. Edited and translated by James Ingram. — London: Everyman Press, 1912. (англ.)